# Пачин, Иван Сергеевич
Ива́н Серге́евич Па́чин (род. 10 августа 1986 года, Березники) — российский театральный режиссёр. Главный режиссёр Тверского театра юного зрителя (2021—2022).

## Биография
Родился 10 августа 1986 года в Березниках. В 2008 году окончил Театральный институт имени Бориса Щукина (курс В. В. Иванова) по специальности «Артист драматического театра и кино», в 2010 году — Высшие курсы сценаристов и режиссёров (курс В. И. Хотиненко, П. К. Финна, В. А. Фенченко) по специальности «Режиссёр театра и кино», в 2013 году — Театральный институт имени Бориса Щукина (курс Р. В. Туминаса) по специальности «Режиссёр театра».
В начале 2000-х годов начал сниматься в кино. Первой ролью стал Колян в сериале «ОБЖ». В 2007 году сыграл одну из главных ролей (Иван Малиновский) в фильме «18-14».
В 2008 году играл в театре имени Е. Б. Вахтангова в спектакле «Белая акация».
Основатель «Творческого объединения 9» — союза выпускников театральных и музыкальных вузов Москвы.
В качестве режиссёра ставил спектакли в Красноярском театре кукол, Псковском театре драмы, Большом театре кукол, Московском областном театре кукол и других. Театральные критики положительно оценили многие его работы.
Пачин — многократный участник различных фестивалей и конкурсов, среди которых всероссийский фестиваль театрального искусства для детей «Арлекин», «БТК-фест», «Большая перемена», «Артмиграция» и другие.
С 2021 по 2022 год был главным режиссёром Тверского театра юного зрителя.

## Основные режиссёрские работы
- «История одного чуда» («ТО9» для театра Практика, 2013)
- «Космос, или на край вселенной» («ТО9» для Центра имени Мейерхольда, 2014)
- «Муха-Цокотуха» К. Чуковский («ТО9», разные театры, 2015)
- «Баллада о маленьком буксире» И. Бродский («ТО9» для театра Открытая сцена, 2017)
- «Щелкунчик» Э. Гоффман («ТО9» для театра Практика, 2017)
- «Правдивейшие истории Синдбада из Багдада» («ТО9» для Центр имени Вс. Мейерхольда, 2017)
- «Вафельное сердце» М. Парр («ТО9» для Центра имени Вс. Мейерхольда, 2017)
- «Не сказка о царе Салтане» А. Пушкин (Красноярский театр кукол, 2018)
- «О земле Красноярской» (Красноярский театр кукол, 2018)
- «Мой дедушка был вишней» А. Нанетти (Большой театр кукол, 2018)
- «Чук и Гек» А. Гайдар (Псковский театр драмы, 2018)
- «Чудаки и Зануды» У. Старк (Прокопьевский театр Ленинского Комсомола и Петропавловский театр имени Погодина, 2019)
- «Фотография, на которой меня нет» В. Астафьев (Канский театр драмы, 2019)
- «Вафельное сердце» М. Парр (Тверской театр юного зрителя, 2019)
- «Сочинение про Джобса» К. Ильина («Театральный Проект 27», 2019)
- «Дело лорда Гольмика» М. Бартеньев (Московский областной театр кукол, 2020)
- «Умеешь ли ты свистеть Йоханна» У. Старк (Няганский театр юного зрителя, 2020)
- «Как слониха упала с неба» К. Дикамилло (Челябинский молодёжный театр, 2020)
- «Вратарь и море» М. Парр (Тверской театр юного зрителя, 2020)
- «Каштанка» А. П. Чехов (Севастопольский театр юного зрителя, 2021)
- «Приключения Гекльберри Финна» по роману Марка Твена (Тверской театр юного зрителя, 2021)[19]
- «Джаггер, Джаггер» Фрида Нильсон (Хабаровский театр юного зрителя, 2021)[20]
- «Счастливый неудачник» по повести Вадима Шефнера (ТЮЗ имени А. А. Брянцева, 2022)[21]
- «В поисках синей птицы» (Тульский театр юного зрителя, 2022)
- «Тео — театральный капитан» по повести Нины Дашевской (Севастопольский театр юного зрителя, 2022; Московский детский музыкальный театр «ЭКСПРОМТ», 2020)
- «Тоня Глиммердал» Мария Парр («Театральный проект 27», 2022)
- «Перелётные дети» по мотивам повести Аси Кравченко (Детский музыкальный театр юного актёра, 2022)
- «Сорок первый» по повести Бориса Лавренева (Московский Губернский театр, 2023)[22]
- «Гроза» А. Н. Островский (Севастопольский ТЮЗ, 2023)[23]

## Награды
- 2022 — Лауреат Большого детского фестиваля в категории «Театр — школе» — «Каштанка» (Севастопольский театр юного зрителя)[24]
- 2021 — Лауреат Международного Большого детского фестиваля в категориях «Лучший драматический спектакль в младшей возрастной категории» («Умеешь ли ты свистеть, Йоханна?», Няганский театр юного зрителя) и «Лучший музыкальный спектакль для детей в младшей возрастной категории» («Тео — театральный капитан», Московский музыкальный театр для детей и молодёжи «Экспромт»)[25]
- 2021 — Лауреат Высшей театральной премии Крыма «Золотой Грифон» в категории «Лучший спектакль для детей и молодёжи» — «Каштанка» (Севастопольский театр юного зрителя)[26]
- 2020 — Лауреат Международного Большого детского фестиваля в категории «Лучший драматический спектакль для подростков» — «Сочинение про Джобса»[27]
- 2018 — Номинация на премию «Золотой софит» в категории «Лучший спектакль» — «Мой дедушка был вишней» (Большой театр кукол, Санкт-Петербург)[28]